# Kron
 Ovo je glavno značenje pojma Kron. Za druga značenja pogledajte Kron (vrijeme).
Kron (grč. Κρόνος, Krónos) u grčkoj mitologiji titan je zemljoradnje; jedan od Titana, Uranov i Gejin sin, Rejin muž. Kronov je pandan u rimskoj mitologiji Saturn. Drugi je Kron bog vremena.

## Etimologija
Etimologija Kronova imena uglavnom je nerazjašnjena. Moguće je da je povezana s riječju "rogat" (ie. k'erh2- > lat. cornu, grč. keras), a tako bi se mogao povezati s drevnim indijskim demonom Kronijem. U aleksandrijsko doba i u renesansi njegovo se ime pomiješalo s grčkom riječi χρόνος, Chrónos koja znači "vrijeme", a ime je primordijalnog boga Krona.

## Karakteristike
Kron je bio štovan kao bog žetve, zbog svoje povezanosti sa zlatnim dobom. Bio je i bog sjemena, prirode i poljodjelstva. Prikazivan je sa srpom, koji je rabio za žetvu, kao i za kastraciju svog oca Urana.
U Ateni se na dvanaesti dan svakoga mjeseca održavao festival zvan Kronia u čast Kronu i za slavljenje žetve.

## Mitologija

### Svrgavanje Urana
Kron je u grčkoj mitologiji bio vođa i u nekim mitovima najmlađi od prve generacije Titana. Uran (Otac Nebo) je Kiklope, Hekatonhire i Titane zatvorio u Tartar. Geja je svojim sinovima predložila da ubiju svoga oca, ali samo se Kron odvažio te ga je kastrirao srpom dok je bio u ljubavnome činu sa svojom ženom. Od krvi ili sjemena koje je palo na tlo, nastali su Giganti, Erinije i Melije, a iz mora je izronila i Afrodita. 
U drugoj inačici mita, Kron je svrgnuo titansku zmiju Ofiona koji je stezao svijet, a potom je nastupilo blagostanje.
Nakon što je svrgnuo Urana, ponovno zatvara Hekatonhire, Titane i Kiklope u Tartar te stavlja Kampa da ih čuva dok su ondje zarobljeni. 
Vrijeme vladavine Krona u nekim mitovima naziva se još i zlatnim dobom: ljudi tog vremena nisu imali potreba za vlašću i pravilima, jer su jednostavno svi sve činili ispravno, pa za time nije ni bilo potrebe.

### Svrgavanje Krona
Kron je naučio od svojih roditelja da će ga svrgnuti njegov sin, baš kao što je on to učinio svome ocu Uranu. Progutao je svoje potomke - Demetru, Heru, Hada, Hestiju, Rejinu i njegovu djecu, da se proročanstvo ne bi ispunilo. Kad su se rodili Posejdon i Zeus, Reja je iznijela Geji plan da spasi svoju djecu. Reja je potajno rodila Zeusa na Kreti, a Kronu je dala kamen umotan u povoje (znan kao omphalos kamen). Također je, prema nekim izvorima, progutao i kozu misleći da je Posejdon.
U nekim je inačicama mita na Kreti Zeusa odgojila koza Amalteja, a Kouretes, naoružani plesači vikali su i pljeskali da bi sakrili djetetov plač od Krona. U drugoj inačici mita, Zeusa je odgojila nimfa Adamanteja koja ga je sakrila objesivši ga na drvo užetom tako da je bio između zemlje, neba i mora kojima je vladao njegov otac Kron. Posljednja inačica mita govori da ga je odgojila njegova baka, Geja.
Kad je narastao, Zeus je iskoristio napitak koji mu je dala Geja i tako je povratio svoje potomke u obrnutom redoslijedu - prvo kamen, zatim kozu, a potom ostale potomke. Kamen je stavljen u pokrajinu Piton, nazvanu po istoimenom čudovištu. U drugoj je inačici mita Metida dala Kronu sredstvo za izazivanje povraćanja da bi ispljunuo svoje potomke. Treća inačica govori da je Zeus rasjekao njegov trbuh. Nakon što ih je oslobodio, Zeus je u ratu, tzv. Titanomahiji zajedno s Titanima, Gigantima, Hekatonhirima, Kiklopima i svojom braćom i sestrama svrgnuo svoga oca. Nakon toga je zatvorio Titane u Tartar, sve osim Atlanta, Epimeteja, Metidu, Okeana i Prometeja. Geja je potom rodila čudovište Tifona kojim bi se osvetila za zatvorene Titane, ali Zeus je ipak pobijedio.

### Orfičko pjesništvo
Titani igraju važnu ulogu u pjesmama pripisanima Orfeju. Za razliku od uvriježenog tumačenja grčkih mitova (Heziod), postoje i fragmenti orfičkog pjesništva. U orfičkim tekstovima Zeus ne nasrće nasilno na oca, nego Reja priprema večeru u Kronovu čast, te on postaje pijan od meda. Zeus ga tada okuje i kastrira. Umjesto da tada baci Krona u Tartar, on ga još pijanog odvuče u pećinu Noći, gdje Kron nastavlja sanjati u vječnosti.
S nimfom Filirom Kron ima sina Hirona.

## Vanjske poveznice
- Kron u klasičnoj literaturi i umjetnosti (engl.)
- Kron u grčkoj mitologiji (engl.)